# Pointillisme

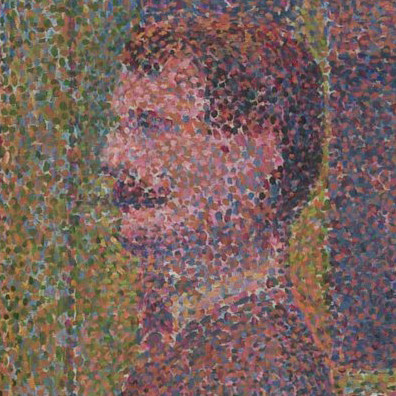
Le pointillisme utilise des taches contrastées : détail de La Parade de Cirque de Seurat (1889).

Le pointillisme est un mouvement artistique de la peinture et une technique picturale qui utilise de petites zones de couleur juxtaposées plutôt que des mélanges de pâtes colorées. La peinture par touches était connue depuis le XVIe siècle au moins ; Georges Seurat en a fait dans les années 1880 un système, que la critique a désigné, de façon plutôt péjorative, comme pointillisme. Paul Signac l'a théorisé sous le nom de « divisionnisme ».
Le procédé et le discours théorique de Signac ont séduit pendant quelques années, essentiellement en France et en Belgique, des peintres comme Camille Pissarro, Maximilien Luce, Théo van Rysselberghe, classés dans un courant artistique, dit « néo-impressionniste », issu de l'impressionnisme d'une part, et de ce que Seurat a tiré des recherches optiques de Michel-Eugène Chevreul et des écrits de Charles Blanc, tandis qu'il s'attirait les sarcasmes de Paul Gauguin.

## Diffusion du pointillisme

### Débuts du mouvement

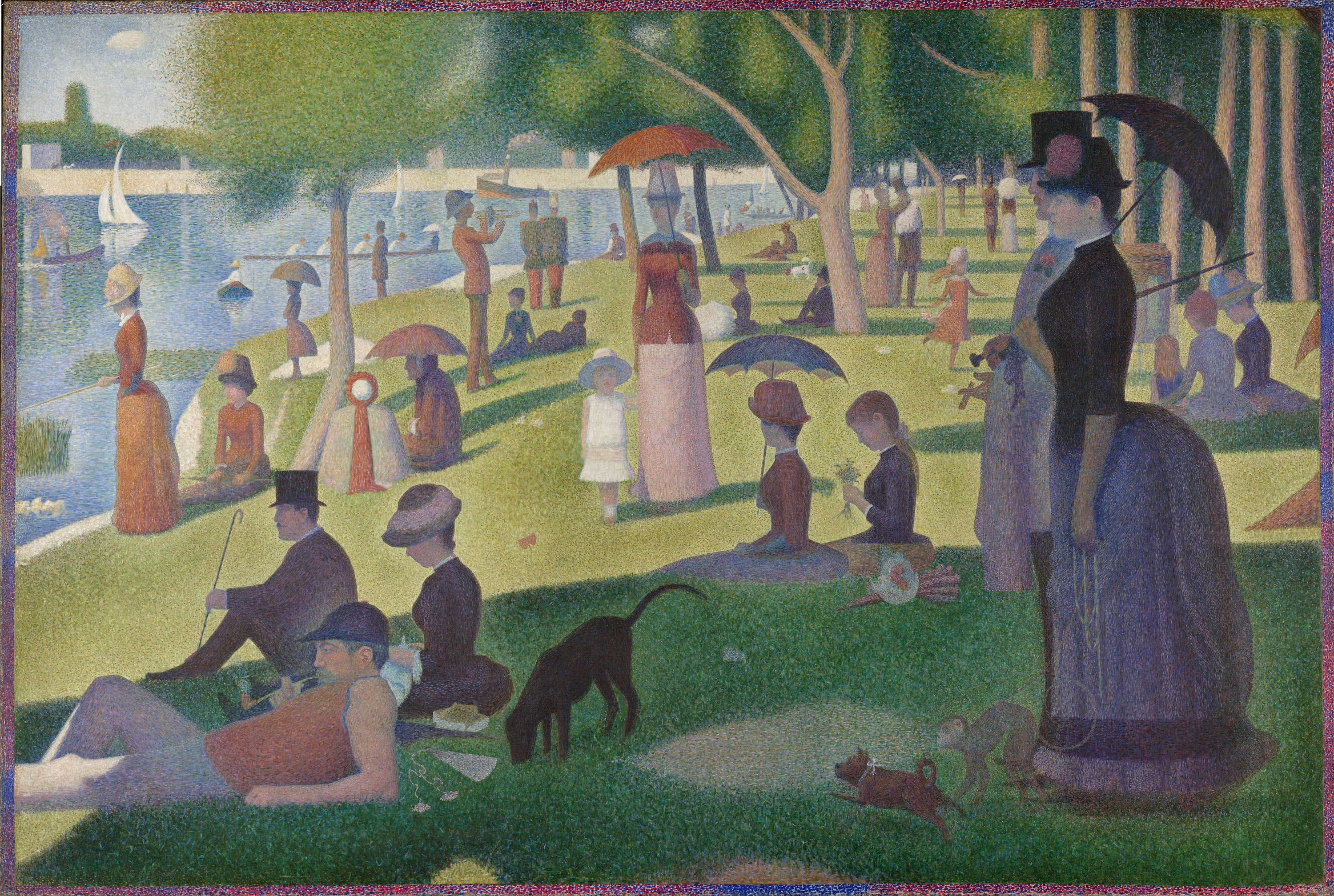
Georges Seurat, Un dimanche après-midi à l'Île de la Grande Jatte (Art Institute of Chicago).

En octobre 1885 Seurat vient d'achever son tableau Un dimanche après-midi à l'île de la Grande Jatte, quand Armand Guillaumin et Paul Signac lui présentent Camille Pissarro. Depuis 1880, Pissarro utilisait dans sa peinture une touche de plus en plus petite. En voyant cette œuvre dans l’atelier de Seurat, il réorganise son approche de l'impressionnisme classique : au lieu d'une technique destinée à capturer ses sensations, il dit appliquer les théories scientifiques des couleurs formulées par Ogden Rood et Eugène Chevreul, tout en employant la touche de couleur pure divisionniste pour créer un mélange optique. Il expose ce style début 1886.
L'œuvre de Seurat est présentée dans un deuxième temps, lors de la dernière exposition des impressionnistes en mai-juin 1886, dont Pissarro est l'un des principaux organisateurs. Prônant le « progrès » et l'« indépendance », il y défend l'inclusion de cette peinture radicale. Ce tableau passe pour le manifeste du mouvement qui se détache des impressionnistes, le groupe qui avait créé la Société des artistes indépendants en 1884, comprenant aux côtés de Seurat, Paul Signac, Camille et Lucien Pissarro,,,.

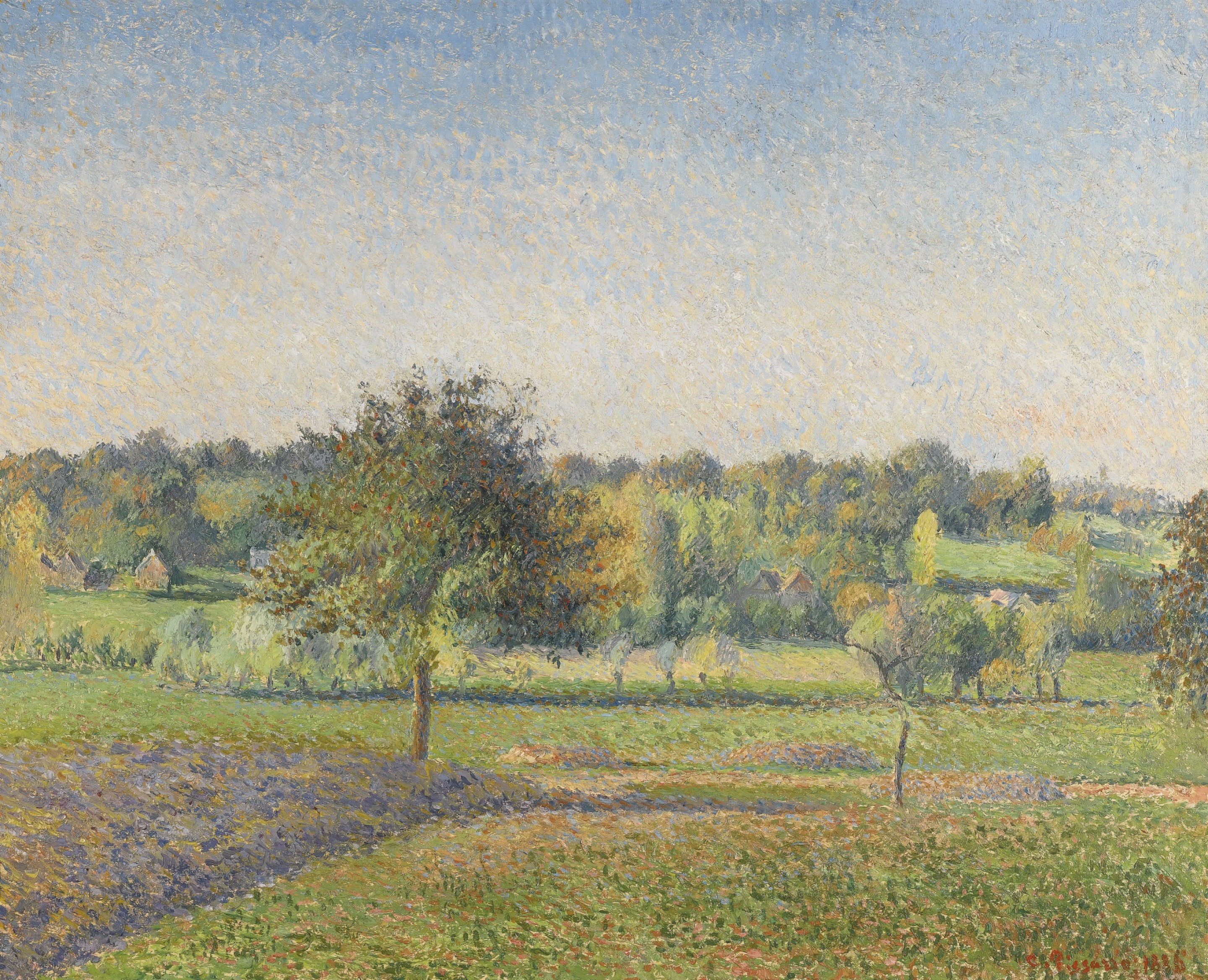
Camille Pissarro, Prairie à Eragny, 1886 (Collection privée).

La période néo-impressionniste de Pissarro durera quatre années, de 1884 à 1888. La division de la touche va perdurer les années suivantes, mais non plus de façon systématique. Il est souple dans son utilisation du pointillisme et fait référence non pas à un petit point, mais à un « point » de peinture.
En 1887 le marchand Georges Petit installe une grande « Exposition internationale de peintures et de sculptures » dans sa galerie. Pissarro y participe sur l'insistance de Renoir et de Monet, mais Petit retire temporairement Prairie à Éragny  au motif que quelqu'un est « offensé par [sa] luminosité ». Pissarro est furieux du comportement « servile » du marchand, qui remet l'œuvre à sa place le lendemain. Durand-Ruel qui n'a pas de telles réserves, acquiert ce tableau peu après l'exposition.

### Accueil critique

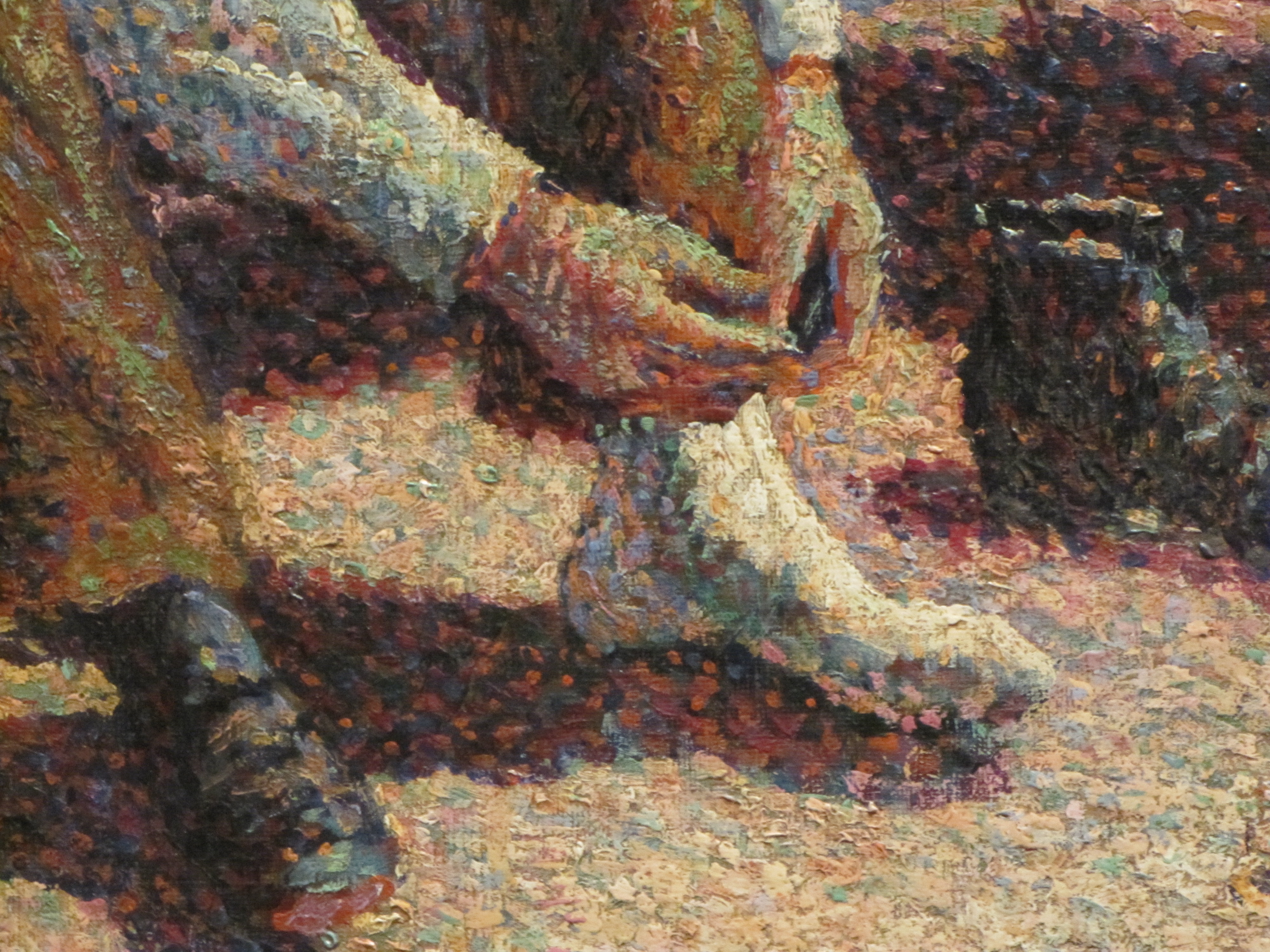
Détail de la toile de Maximilien Luce, Matin, Intérieur : le pied.

Le critique d'art Félix Fénéon caractérise ces travaux fortement ancrés sur un discours théorique comme un tachisme. Il emploie le terme de « néo-impressionnisme » pour la première fois en 1886. En 1889 Signac intitule son livre : D'Eugène Delacroix au néo impressionnisme.
Des critiques postérieurs ont noté que les coups de pinceau des divisionnistes sont plus longs et plus fluctuants que ceux des pointillistes comme Seurat ou Signac qui projettent des petits points de couleur sur leur toile[réf. souhaitée].
La critique n'a pas toujours accepté de soumettre sa perception de l'ouvrage à la théorie : « La spécialisation commerciale […] s'intronise jusque dans les procédés extérieurs de l'exécution. Il y a tels peintres […] qui les composent [leurs toiles] d'un insipide mélange de tons assemblés, ce qu'ils recommandent au public sous le nom de méthode pointilliste. Je veux bien que la résolution des couleurs en leurs éléments leur conserve leur plein éclat et soit utile à rendre certains éclairages ; mais les peintres atteints du “tachisme” l'emploient à tort et à travers : plus rien de vivant, plus rien de solide, partout un étrange papillotement où l'on distingue mal des formes vagues. »
La difficulté de cette technique est que l'exécution en est extrêmement lente. En 1887 Pissarro ne réalise que quelques tableaux et quelques gouaches. Il reprend le style impressionniste, plus librement peint, en 1890 et retrouve ainsi une liberté d'expression plus proche de son tempérament. Mais les traits minuscules, fragmentés et entrecroisés et les contrastes de couleurs lumineux témoignent néanmoins des enseignements tirés de ses années pointillistes.
Gustave Geffroy commente ainsi cette « manière vétilleuse de placer les uns auprès des autres des points à peu près réguliers de couleurs différentes » : « Il est bien impossible de ne pas s'apercevoir que le procédé tient la grande place, et que la façon froide, régulière, minutieuse, dont les points colorés sont placés et espacés s'impose à l'attention avec une persistance obsédante. L'intensité lumineuse cherchée par les néo-impressionnistes pourra exister dans des œuvres ainsi comprises, mais ce sera en dépit des petits points. Il faut un effort persistant, une bonne foi obstinée chez le spectateur pour qu'il violente sa vision contrariée […]. »

### Divisionnisme

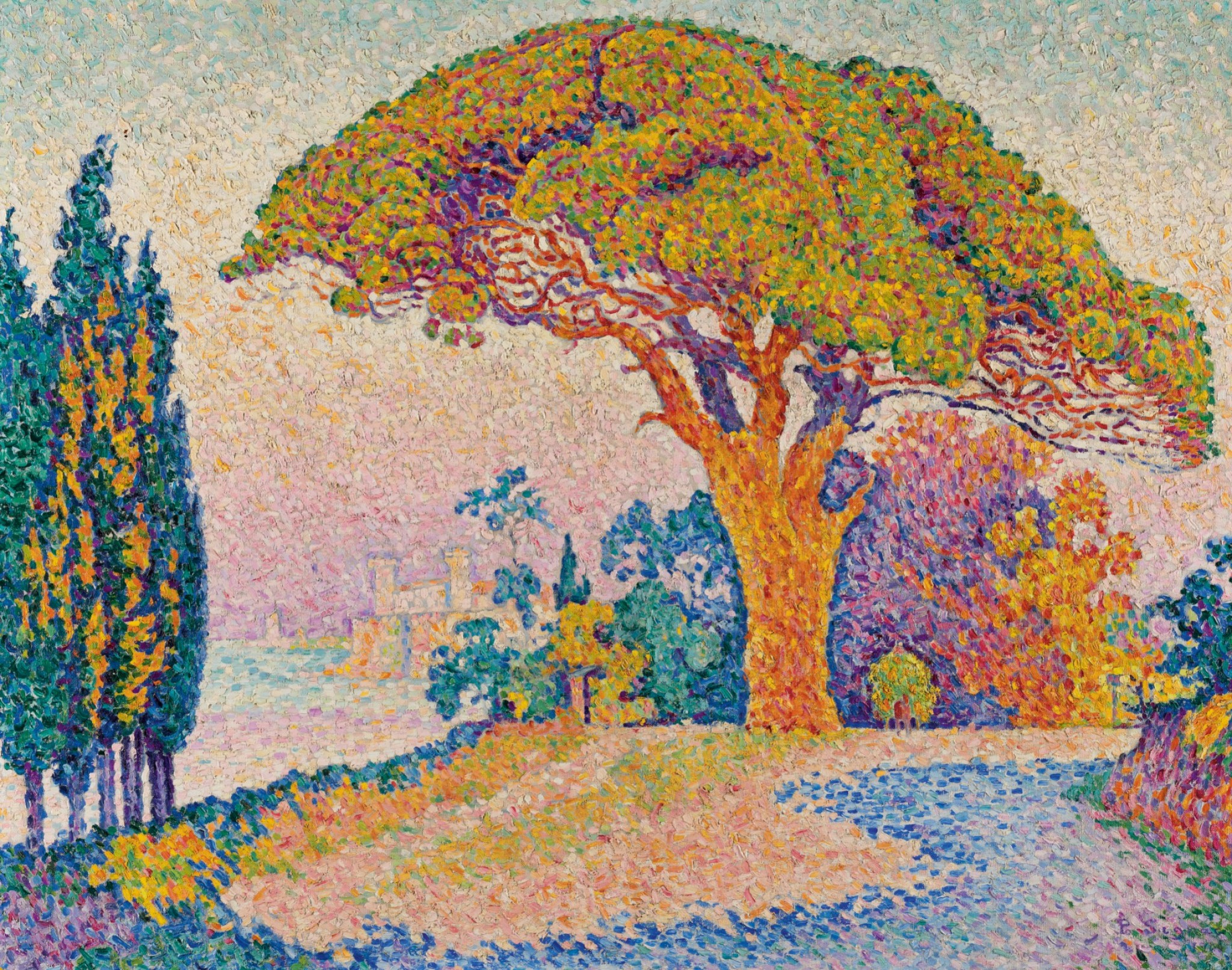
Signac, Le Pin de Bertaud, 1900.

Le divisionnisme, que défend Paul Signac, se différencie du procédé de peinture par points que des peintres comme Henri Martin ont adopté. Il se base sur l'usage de couleurs pures et sur une théorie de la couleur et du contraste qui prétend qu'« il est peut-être facile de peindre plus lumineux […] mais en décolorant ; ou plus coloré, mais en assombrissant », et que ce procédé, seul, situe la couleur « au milieu du rayon qui, sur un cercle chromatique, va du centre — blanc — à la circonférence — noir. Et cette place lui assure un maximum de saturation, de puissance et de beauté ».

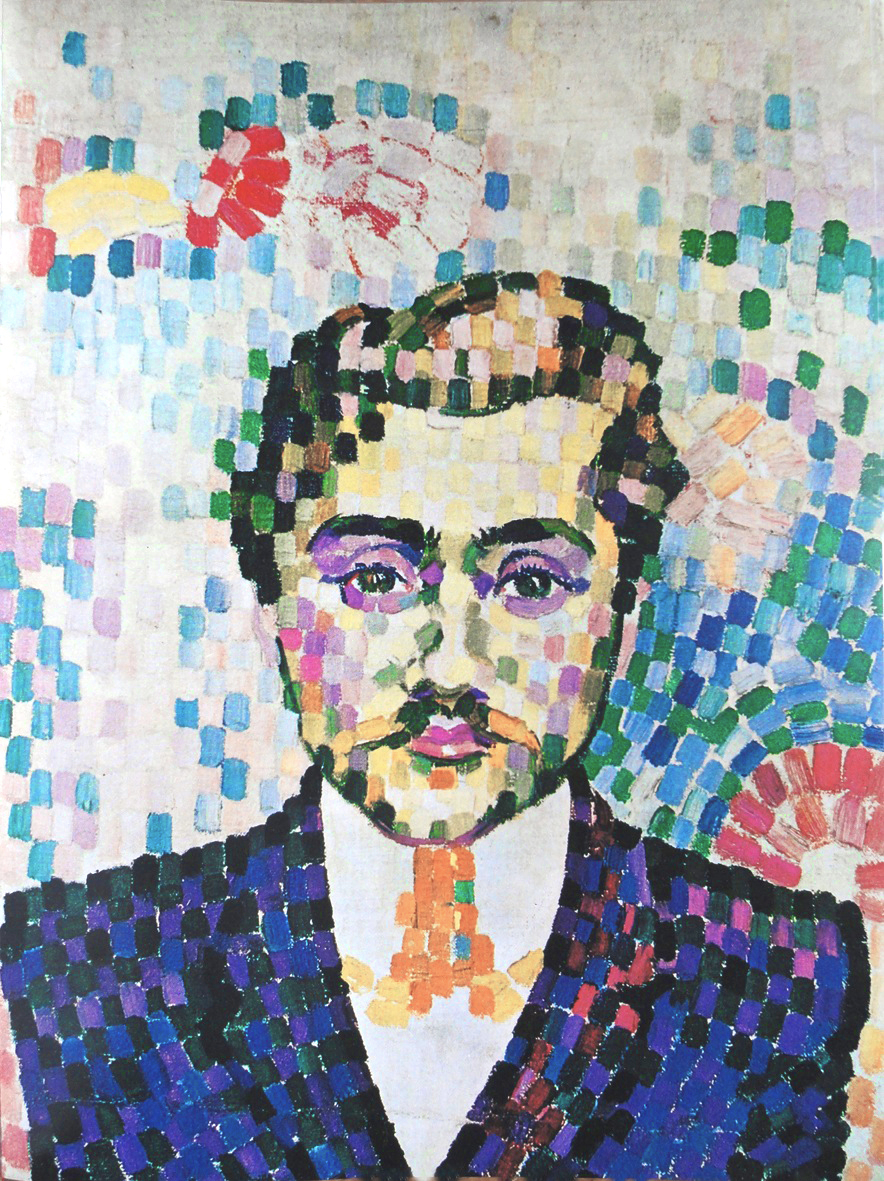
Robert Delaunay, Portrait de Metzinger (1906), huile sur toile.

Après la mort de Seurat en 1891, Paul Signac prend la tête du mouvement. Le style évolue, les artistes peignent avec des touches de plus grande taille,.
Le néo-impressionnisme a constitué, en opposition au mouvement contemporain du symbolisme, une « systématisation scientifique de l'impressionnisme » avec ses défenseurs, dont Fénéon, ses adeptes et ses lieux d'exposition. Il s'est diffusé rapidement en Belgique grâce à Émile Verhaeren, qui demanda à Seurat de venir exposer à Bruxelles avec l'École de pointillisme de Paris (EPP) luministe, dont Théo van Rysselberghe et Henry Van de Velde sont les membres les plus connus. Ce dernier a permis l'expansion du mouvement vers l'Allemagne.
Ce mouvement prend fin dans les dernières années du XIXe siècle, mais son influence se ressent par la suite chez les fauves jusqu'aux expressionnistes allemands et aux sources de l'abstraction avec les premières œuvres de Wilhem Morgner ou de Vassily Kandinsky. Au début du XXe siècle, Henri Matisse, Édouard Vuillard, Paul Klee, Robert Delaunay, s'inspirent du néo-impressionnisme ou pointillisme,. Pablo Picasso expérimente le procédé pointilliste en 1901, puis en 1913-1914.
En 1903, Élie Faure, qui considère qu'« il suffit qu'un groupe d'artistes préconise un système défini pour que les artistes qui le composent traînent à leur pied un boulet dont pourra seul les débarrasser un effort qui, du même coup, les jettera hors de leur groupe », « espère terminé le règne du procédé » ; il conclut que les néo-impressionnistes sont « des mystiques à rebours » qui ont pris pour des fins les moyens que les impressionnistes utilisaient pour arriver à leur but de renouvellement de la peinture. Paul Sérusier expliquera rétrospectivement en 1921 : « Les impressionnistes ont trouvé un équivalent de la lumière dans l'emploi des couleurs pures. Incapables d'accorder les couleurs pures avec les tons rompus, les gris colorés, ils supprimèrent radicalement ceux-ci, comptant, pour y suppléer, sur le mélange optique ; ils crurent avoir réussi, mais ils confondaient la fatigue rétinienne avec l'éblouissement que produit la vive lumière ».

## Théorie

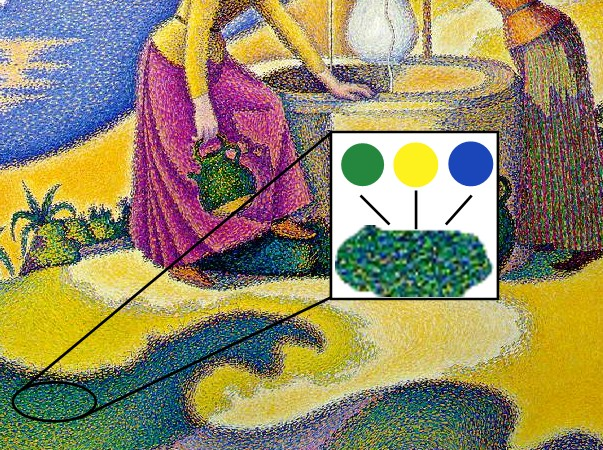
Paul Signac : Femmes au puits (1892), huile sur toile. Détail pour remarquer la composition du vert de l'herbe : il est composé de jaune, de vert et de bleu. Et si l'on regarde de plus près encore, on pourra remarquer de rares points de rouge.

Selon les adeptes de la théorie pointilliste, lorsque le tableau est regardé à une certaine distance, les points de couleur ne peuvent être distingués les uns des autres et se fondent optiquement les uns aux autres. L'aspect visuel obtenu est différent de celui obtenu en mélangeant des couleurs sur une palette et en les appliquant ensuite sur la toile. Certains décrivent le résultat comme plus brillant ou plus pur car le mélange est réalisé par l'œil et non par le pinceau.
L'explication pourrait être liée aux théories sur l'additivité et la soustractivité des couleurs : habituellement, lorsque des couleurs sont produites par un mélange de pigments, la soustractivité joue (chaque pigment absorbe un ensemble de fréquences du spectre lumineux, le mélange des pigments renvoie l'ensemble des fréquences non absorbées). Ainsi, mélanger des pigments de bleu-vert, de rouge violacé et de jaune (les couleurs primaires soustractives) produit une couleur proche du noir. En revanche, lorsqu'on mélange des couleurs produites par des sources de lumière, le mélange de faisceaux lumineux de trois couleurs, rouge, vert et bleu produit une lumière proche du blanc puisque l'ensemble des fréquences visibles se trouve représenté. Les écrans de télévision, par exemple, utilisent ce système.
Pour représenter les émotions, le rythme et le mouvement dans leurs toiles, les peintres néo-impressionnistes ont utilisé une théorie sur les lignes et les couleurs. Les lignes montantes combinées aux couleurs chaudes expriment la joie et le bonheur ; tandis que les lignes qui descendent avec des couleurs froides et sombres reflètent le sentiment de tristesse.
Georges Roque a étudié les à-peu-près et les équivoques de la théorie, prétendant effectuer par un mélange optique (additif) des couleurs plus lumineuses alors que la peinture utilise des pigments soustractifs, et confondant dans son discours deux effets contradictoires, celui du contraste simultané des couleurs qui s'observe quand les plages colorées ont une certaine étendue, et celui de la fusion des couleurs qui s'observe quand elles sont petites, comme dans les tapisseries.
La critique hostile ou dubitative peut aussi se baser sur une description des tableaux.

### Artistes connexes

#### Peintres pointillistes
- Charles Angrand
- Henri Aurrens
- Anna Boch
- Gustave Cariot
- Henri-Edmond Cross
- Albert Dubois-Pillet
- Willy Finch
- Igor Grabar
- Achille Laugé
- Georges Lemmen
- Maximilien Luce
- Jean Metzinger
- Hippolyte Petitjean
- Théo Van Rysselberghe
- Jeanne Selmersheim-Desgrange
- Georges Seurat
- Paul Signac
- Jan Toorop
- Henry Van de Velde
- Camille Pissarro

#### Autres articles
- Postimpressionnisme
- Loi du contraste simultané des couleurs de Chevreul
- Peinture française
- Tachisme